# 김진옥 (1966년)
김진옥(金陳玉, 1966년 7월 20일, 경상남도 창원군 천가면 ~ )은 대한민국의 제3·4대 부산광역시 강서구의원이다.

## 학력
- 덕문중학교 졸업
- 덕문고등학교 졸업
- 경남대학교 대학원 정치학 석사 졸업

## 경력
- 강서신문사 대표
- 부산광역시 강서구 JC 특별위원회 부위원장 역임
- 강서구 지체장애인후원회 부위원장
- 경남대학교 대학원 총학생회장
- 1999 노무현 부산광역시 북구·강서구 을 지역위원회 부위원장
- 1998.07 ~ 2002.06 제3대 부산광역시 강서구의회 의원
- 2002.07 ~ 2006.06 제4대 부산광역시 강서구의회 의원
- 2002.07 ~ 2004.07 제4대 부산광역시 강서구의회 전반기 부의장
- 2004 오거돈 부산시장 후보 강서연락소장
- 2012 민주통합당 문재인 대통령 후보 부산시당 북구·강서구 을 선거대책위원장
- ㈜대동철강산업개발 대표

## 역대 선거 결과
|  | 20.42% |

|  | 52.54% |

|  | 62.12% |

|  | 20.38% |

|  | 22.66% |

|  | 6.98% |